# Konstantas Ramelis
Konstantas Ramelis (* 12. März 1938 in Užupis, Rajon Švenčionys, Litauen) ist ein litauischer Jurist, Politiker (Mitglied des Seimas), und ehemaliger Richter im Bezirksgericht Vilnius der Abteilung für Zivilsachen.

## Biografie
Nach dem Ende seiner Schulzeit in Švenčionėliai 1957 absolvierte Ramelis 1968 das Diplomstudium an der Juristischen Fakultät und 1974 an der Geschichtefakultät der Universität Vilnius. 1957 war er Lehrer in Jaciūnai (Švenčionys). Von 1970 war er Richter  und von 1973 bis 1994 Vorsitzender im Kreisgericht Švenčionys. Von 1995 bis 2008 war er Richter im Bezirksgericht Vilnius. Als Mitglied von Lietuvos valstiečių liaudininkų sąjunga war er Abgeordneter im Seimas von 2008 bis 2012.
Er war Mitglied der Arbeitsgruppe für die Ausarbeitung des Litauischen Zivilprozessgesetzbuches von 2002. Er ist Mitautor des Kommentars des Zivilprozessgesetzbuchs.